# فوسيت (ميزوري)
فوسيت (بالإنجليزية: Faucett)‏ هي إحدى المجتمعات الفردية (غير مصنفة) في ولاية ميزوري في الولايات المتحدة الأمريكية.